# Marc Overmars
Marc Overmars, né le 29 mars 1973 à Emst, est un footballeur international néerlandais évoluant au poste de milieu offensif du début des années 1990 à la fin des années 2000.
Considéré comme le meilleur ailier gauche du monde de sa génération, il débute aux Go Ahead Eagles puis, rejoint l'Ajax Amsterdam avec qui il remporte la Ligue des champions de l'UEFA en 1995, la Coupe intercontinentale, la Supercoupe de l'UEFA et trois titres de champion des Pays-Bas. Il fait partie du Club van 100. Transféré au Arsenal FC, il gagne avec le club anglais le titre de champion d'Angleterre en 1998. Il évolue ensuite au FC Barcelone où il met fin à sa carrière à la suite d'une blessure. Quatre ans après, il fait son retour sur le terrain pour une dernière saison avec son club formateur les Go Ahead Eagles.
Il compte 86 sélections pour dix-sept buts inscrits en équipe des Pays-Bas. Il dispute les Coupes du monde 1994 et 1998 qui voient les Pays-Bas terminer à la quatrième place. Il est également avec la sélection demi-finaliste des championnats d'Europe 2000 et 2004.
Il occupe le poste de directeur sportif au sein de l'Ajax Amsterdam entre 2012 et 2022. Il démissionne de son poste à l'Ajax le 6 février 2022 après avoir reconnu avoir envoyé une série de messages inappropriés à des collègues féminines. Le mois suivant, il devient directeur sportif du Royal Antwerp FC. En novembre 2023, il est suspendu un an ferme et un an avec sursis de toute activité en lien avec la Fédération royale néerlandaise de football, conséquence des actes ayant entraîné sa démission de l'Ajax, une sanction étendue au niveau mondial par la FIFA en janvier 2024.

## Biographie

### Débuts de carrière
Marc Overmars fait ses débuts professionnels en 1990 avec le modeste club de Go Ahead Eagles, mais ne dispute que 11 matchs avant d'être vendu à Willem II Tilburg en 1991.
Avec le club de Tilbourg, il ne dispute qu'une saison entière, puisqu'il est vendu lors de celle qui suit à l'Ajax Amsterdam.

### Ajax

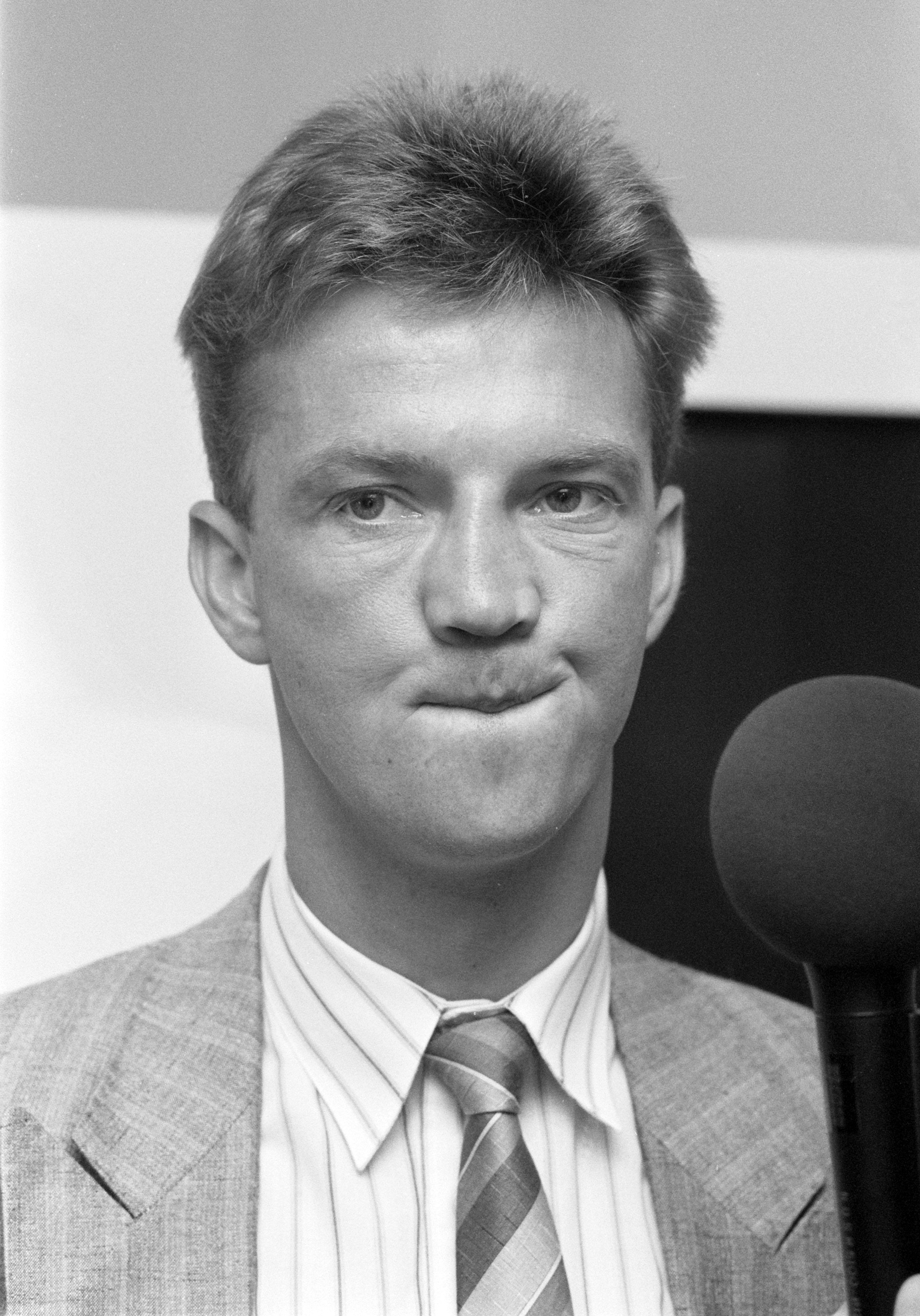
Louis van Gaal recrute Marc Overmars à l'Ajax Amsterdam

C'est au sein du prestigieux club de la ville hollandaise, dirigé par Louis van Gaal, qu'il va  véritablement se révéler. Bien qu'il soit droitier, il est aligné sur l'aile gauche où sa vitesse et ses dribbles font des ravages. En 1993, Marc Overmars connaît sa première sélection nationale. Il devient très rapidement titulaire avec les Oranje et dispute même la Coupe du monde 1994 à 21 ans.
En 1995, l'Ajax Amsterdam remporte la Ligue des champions contre le Milan AC en finale. L'équipe s'appuie à l'époque sur une génération exceptionnelle de jeunes joueurs néerlandais qui vont s'affirmer plus tard comme parmi les meilleurs joueurs européens d'une époque: Patrick Kluivert, Clarence Seedorf, Edgar Davids et bien sûr, Marc Overmars.
La saison qui suit sera plus difficile pour l'ailier de l'Ajax. Sérieusement blessé au genou droit, il est contraint de déclarer forfait pour l'Euro 1996. L'Ajax réussit à se hisser une nouvelle fois en finale de la Ligue des champions, mais perd contre la Juventus. Le club commence à perdre de sa superbe et commence à subir les départs des grandes stars de l'équipe (Michael Reiziger, Winston Bogarde…) parties monnayer leur talent dans des clubs plus riches.

### Arsenal
Overmars ne fait pas exception et s'engage en 1997 avec le club anglais d'Arsenal, entraîné par Arsène Wenger, où il retrouve son compatriote et ami Dennis Bergkamp. Pendant trois saisons, il fait les beaux jours de l'équipe, marquant des buts décisifs (dont un en finale de la Cup en 1998). Avec le club de Londres, il remporte un doublé Coupe-Championnat en 1998.

### Barcelone
En 2000, il devient le joueur néerlandais le plus cher de tous les temps en étant acheté 39,6 millions d'euros par le FC Barcelone. Dans le club catalan, il rejoint plusieurs de ses compatriotes dont certains comme Kluivert, Bogarde ou les frères Frank et Ronald de Boer, qui ont participé avec lui au sacre de 1995. Malgré un effectif pléthorique, le "Barça" ne remporte aucun titre pendant la période où il y joue. Ce sera son dernier club comme joueur professionnel. En juillet 2004, à la suite de l'Euro portugais, une persistante blessure au genou le contraint à renoncer à 31 ans, à la suite de sa carrière.
Malgré une fin de carrière perturbée par les blessures à répétition, Marc Overmars fut l'un des meilleurs joueurs européens de sa génération. Véritable ailier de débordement, possédant une rapidité incroyable, il était habile des deux pieds, bien qu'il fût droitier, et se distinguait par ses centres et ses frappes de balle. Néanmoins, comme beaucoup de joueurs néerlandais de sa génération, son palmarès en équipe nationale est absolument vierge, malgré pourtant la présence en sélection de joueurs évoluant dans les meilleurs clubs européens.

Avec les Pays-Bas, il a tout de même terminé quart de finaliste à la Coupe du monde 1994, à la quatrième place de la Coupe du monde 1998, en demi-finale de l'Euro 2000 et de l'Euro 2004. Il marque notamment son premier but lors d'une grande compétition internationale lors du mondial 1998 face à la Corée du Sud puis récidive lors de l'Euro 2000 en marquant un doublé face à la Yougoslavie en quarts-de-finales. 

### Go Ahead Eagles
Le 11 août 2008, il rechausse les crampons et s'engage, sous certaines conditions, avec les Go Ahead Eagles Deventer, équipe pensionnaire de la Eerste Divisie (deuxième division néerlandaise) puis mettra définitivement un terme à sa carrière à l'été 2009.

### Après-carrière
Marc Overmars reste dans le milieu footballistique après sa carrière de joueur. Nommé directeur sportif de l'Ajax Amsterdam en 2012, il démissionne de son poste le 6 février 2022 après avoir reconnu avoir envoyé une série de messages inappropriés à des collègues féminines,. Entre autres, il avait envoyé des photos de ses organes génitaux à au moins une employée. Le 21 mars 2022, il est présenté à la presse comme nouveau directeur sportif du Royal Antwerp FC, causant le retrait de quatre sponsors du club la même semaine. En décembre 2022, il subit un infarctus.
En novembre 2023, il est suspendu un an ferme et un an avec sursis de toute activité en lien avec la Fédération royale néerlandaise de football (KNVB), conséquence des actes ayant entraîné sa démission de l'Ajax. Les susnimmés activités étant des accusations d’harcelement sexuel par de nombreuses employées de l’Ajax. Cette sanction est limitée au territoire néerlandais et n'a pas de conséquence sur son activité au Royal Antwerp. La FIFA, sollicitée par la KNVB, décide en janvier 2024 d'étendre cette sanction au niveau mondial.

## Statistiques
|                       |                       |     |     |      | Pays-Bas | Pays-Bas | Pays-Bas | Total | Total | Total |
| Saison                | Club                  | M.  | B.  | P.d. | M.       | B.       | P.d.     | M.    | B.    | P.d.  |
| 1990-1991             | Go Ahead Eagles       | 11  | 1   | ?    | -        | -        | -        | 11    | 1     | ?     |
| 1991-1992             | Willem II Tilburg     | 31  | 1   | 1    | -        | -        | -        | 31    | 1     | 1     |
| 1992-1993             | Ajax Amsterdam        | 47  | 8   | 8    | 4        | 1        | 1        | 51    | 9     | 9     |
| 1993-1994             | Ajax Amsterdam        | 44  | 13  | 10   | 14       | 1        | 2        | 58    | 14    | 12    |
| 1994-1995             | Ajax Amsterdam        | 42  | 9   | 13   | 7        | 0        | 2        | 51    | 9     | 15    |
| 1995-1996             | Ajax Amsterdam        | 23  | 12  | 8    | 4        | 4        | 1        | 27    | 16    | 9     |
| 1996-1997             | Ajax Amsterdam        | 26  | 2   | 4    | 5        | 0        | 1        | 31    | 2     | 6     |
| Sous-total            | Sous-total            | 182 | 44  | 43   | 34       | 6        | 7        | 216   | 50    | 50    |
| 1997-1998             | Arsenal FC            | 46  | 16  | 6    | 12       | 4        | 4        | 58    | 20    | 10    |
| 1998-1999             | Arsenal FC            | 48  | 11  | 13   | 5        | 0        | 0        | 53    | 11    | 13    |
| 1999-2000             | Arsenal FC            | 47  | 13  | 14   | 9        | 3        | 0        | 56    | 16    | 14    |
| Sous-total            | Sous-total            | 141 | 40  | 33   | 26       | 7        | 4        | 167   | 47    | 37    |
| 2000-2001             | FC Barcelone          | 45  | 8   | 9    | 7        | 2        | 4        | 52    | 10    | 13    |
| 2001-2002             | FC Barcelone          | 31  | 1   | 5    | 4        | 0        | 2        | 35    | 1     | 7     |
| 2002-2003             | FC Barcelone          | 32  | 7   | 5    | 2        | 1        | 0        | 34    | 8     | 5     |
| 2003-2004             | FC Barcelone          | 32  | 3   | 1    | 12       | 2        | 3        | 44    | 5     | 4     |
| Sous-total            |                       | 140 | 19  | 20   | 25       | 5        | 9        | 165   | 24    | 29    |
| 2008-2009             | Go Ahead Eagles       | 23  | 0   | 1    | -        | -        | -        | 23    | 0     | 1     |
| Total sur la carrière | Total sur la carrière | 528 | 105 | 98   | 85       | 18       | 20       | 613   | 123   | 118   |

### International
- 86 sélections avec les Pays-Bas (17 buts)
- Première sélection : 24 mars 1993, Pays-Bas - Saint-Marin (6-0) à Utrecht

### Buts en sélection
| Buts en sélection de Marc Overmars | Buts en sélection de Marc Overmars | Buts en sélection de Marc Overmars       | Buts en sélection de Marc Overmars | Buts en sélection de Marc Overmars | Buts en sélection de Marc Overmars | Buts en sélection de Marc Overmars      |
| #                                  | Date                               | Lieu                                     | Adversaire                         | Score                              | Résultats                          | Compétitions                            |
| ---------------------------------- | ---------------------------------- | ---------------------------------------- | ---------------------------------- | ---------------------------------- | ---------------------------------- | --------------------------------------- |
| 1                                  | 24 février 1993                    | Stade de Galgenwaard, Utrecht            | Turquie                            | 1-0                                | 3-1                                | Éliminatoires de la Coupe du monde 1994 |
| 2                                  | 12 juin 1994                       | Varsity Stadium, Toronto                 | Canada                             | 2-0                                | 3-0                                | Match amical                            |
| 3                                  | 11 octobre 1995                    | Ta'Qali Stadium, Ta'Qali                 | Malte                              | 1-0                                | 4-0                                | Éliminatoires Euro 1996                 |
| 4                                  | 11 octobre 1995                    | Ta'Qali Stadium, Ta'Qali                 | Malte                              | 2-0                                | 4-0                                | Éliminatoires Euro 1996                 |
| 5                                  | 11 octobre 1995                    | Ta'Qali Stadium, Ta'Qali                 | Malte                              | 3-0                                | 4-0                                | Éliminatoires Euro 1996                 |
| 6                                  | 15 novembre 1995                   | De Kuip, Rotterdam                       | Norvège                            | 3-0                                | 3-0                                | Éliminatoires Euro 1996                 |
| 7                                  | 1er juin 1998                      | Stade Philips, Eindhoven                 | Paraguay                           | 1-0                                | 5-1                                | Match amical                            |
| 8                                  | 1er juin 1998                      | Stade Philips, Eindhoven                 | Paraguay                           | 2-0                                | 5-1                                | Match amical                            |
| 9                                  | 5 juin 1998                        | Amsterdam Arena, Amsterdam               | Nigeria                            | 2-0                                | 5-1                                | Match amical                            |
| 10                                 | 20 juin 1998                       | Stade Vélodrome, Marseille               | Corée du Sud                       | 2-0                                | 5-0                                | Coupe du monde 1998                     |
| 11                                 | 27 mai 2000                        | Amsterdam Arena, Amsterdam               | Roumanie                           | 1-0                                | 2-1                                | Match amical                            |
| 12                                 | 25 juin 2000                       | De Kuip, Rotterdam                       | RF Yougoslavie                     | 5-0                                | 6-1                                | Euro 2000                               |
| 13                                 | 25 juin 2000                       | De Kuip, Rotterdam                       | RF Yougoslavie                     | 6-0                                | 6-1                                | Euro 2000                               |
| 14                                 | 7 octobre 2000                     | Stade GSP, Nicosie                       | Chypre                             | 3-0                                | 4-0                                | Éliminatoires de la Coupe du monde 2002 |
| 15                                 | 25 avril 2001                      | Stade Philips, Eindhoven                 | Chypre                             | 2-0                                | 4-0                                | Éliminatoires de la Coupe du monde 2002 |
| 16                                 | 30 avril 2003                      | Stade Philips, Eindhoven                 | Biélorussie                        | 1-0                                | 2-0                                | Éliminatoires Euro 2004                 |
| 17                                 | 1er juin 2004                      | Stade olympique de la Pontaise, Lausanne | Îles Féroé                         | 3-0                                | 3-0                                | Match amical                            |

## Palmarès

### En club

#### Ajax Amsterdam
- Eredivisie
  - Champion : 1993-94, 1994-95, 1995-96
- Ligue des Champions
  - Vainqueur : 1995
  - Finaliste : 1996
- Coupe Intercontinentale
  - Vainqueur : 1995
- KNVB Cup
  - Vainqueur : 1993
- Supercoupe d'Europe
  - Vainqueur : 1995
- Supercoupe des Pays-Bas
  - Vainqueur : 1993, 1995
  - Finaliste : 1996

#### Arsenal
- Premier League
  - Champion : 1997-98
  - Vice-champion : 1998-99, 1999-00
- FA Cup
  - Vainqueur : 1998
- Charity Shield
  - Vainqueur : 1998
- Coupe UEFA
  - Finaliste : 2000

#### FC Barcelone
- Liga
  - Vice-champion : 2004

### EnÉquipe des Pays-Bas
- 86 sélections et 17 buts entre 1993 et 2004
- Participation à la Coupe du Monde en 1994 (1/4 de finaliste) et en 1998 (4e)
- Participation au Championnat d'Europe des Nations en 2000 (1/2 finaliste) et en 2004 (1/2 finaliste)

### Distinctions individuelles
- Élu meilleur jeune joueur de la Coupe du Monde en 1994
- Élu meilleur jeune joueur d'Eredivisie en 1992
- Élu Soulier d'or d'Eredivisie en 1993
- Élu meilleur joueur de l'Ajax Amsterdam de l'année en 1996